# Сокотрийцы

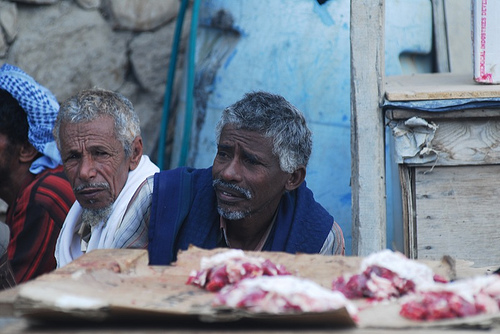
Сокотрийские мужчины на рынке.

Сокотрийцы — народ семитской этнической группы, коренное население Сокотры в Аденском заливе. Говорят на сокотрийском языке, относящемся к современным южноаравийским языкам семитской группы, а также на арабском языке.
Сокотрийцы в основном проживают на архипелаге Сокотра и мухафазе Аманат-эль-Асима, Йемен.
По данным Ethnologue, в стране насчитывается около 71 400 сокотрийца. По данным последней переписи населения Сокотры 1990 года, их численность составляла около 57 000 человек.
Большинство сокотрийцев мусульмане-сунниты. Исторически сокотрийцы были христианами-несторианами с момента христианизации острова вплоть до XV века, когда после оккупации острова Султанатом Махра в 1480 году, началась исламизация Сокотры. В 1834 году британцы безуспешно пытались купить остров, но в 1880-х годах султан принял британскую защиту для всего султаната.

## Этногенез
Сокотрийцы представляют собой результат смешения народов, проживавших и проживающих на территории острова. Среди них арабы с индийцами, эфиопы, греки, португальцы и сомалийцы. Среди сокотрийцев можно выделить три различные этнические и расовые группы:
- Относительная низкорослость выделяется среди жителей побережья и прибрежных равнин. Смуглы, внешне очень похожи на йеменцев или жителей Хадрамаута. Предполагается, что в облике этих жителей преобладает индийский компонент.
- Во вторую группу выделяют темнокожих метисов с признаками негроидной расы. Низкорослы, темнокожи и имеют свойственные неграм курчавые волосы. Данный тип встречается в городах северного побережья острова.
- Третью группу составляют изолированные от жителей других районов горцы. Проживают в западных и восточных горах острова. Они очень крепки, отличаются рослостью, светлой кожей и прямыми волосами. Для данного типа характерна брахицефальность («круглоголовость»), что делает их отличными от арабов на континенте. Внешне могут напоминать европейцев.

Согласно исследованиям Оксфордской экспедиции, сокотрийцы в основном представлены «круглоголовыми», то есть принадлежат к типу людей, ширина головы которых составляет более 80 % её длины. На южном побережье Аравийского полуострова к круглоголовому типу относятся лишь несколько групп — прежде всего жители Махры и Дофара. Они такие же низкорослые, темнокожие с вьющимися волосами. Это свидетельствует о генетическом родстве жителей названных районов. Район Дофара очень напоминает Сокотру. На здешних горах тоже растут благовонные деревья, бедуины Дофара тоже живут в пещерах, собирают финики, пасут овец и коз. Несмотря на расовую неоднородность, жители острова говорят на одном южноаравийском языке сокотри (близок языку махри и эфиосемитским языкам). Арабы с материка его не понимают и даже не могут им овладеть, из-за сложной фонетики языка сокотри.

## Язык

Афразийские языки

Сокотрийский язык относится к южной ветви (по более современной классификации — к западной) семитской семьи — группе современных южноаравийских языков, в которую также входят языки коренного населения Махры, Дофара и островов Курия-Мурия. В континентальной части Йемена не распространен. В то же время в ОАЭ считается языком одного из национальных меньшинств, благодаря проживающим там выходцам с Сокотры.
Наиболее близкими к сокотрийскому языку являются махри и язык дофарцев. Язык сокотри менее всех подвергся внешнему влиянию, а именно, воздействию со стороны арабского языка. Мехри, дофарский и сокотрийский языки находятся в близком родстве с языками Аравии: сабейским, минейским, хадрамаутским и катабанским, хотя родство этих языков не обязательно указывает на общее происхождение народов, говорящих на них.
Любопытным фактом является также и то, что клейма, которыми сокотрийцы метят своих верблюдов, представляют собой видоизменённые буквы или части букв сабейского алфавита. Англичанин Теодор Бент, посетивший остров в 1897 году, сообщал, что нашёл на горе близ Калансии сабейские надписи. Все эти данные свидетельствуют в пользу близкого родства сокотрийцев с древними жителями юга Аравии.

## Культура и быт
Население острова в 1950-х годах составляло не более 8 000 человек, из которых половина жила в многочисленных небольших населённых пунктах вдоль северного побережья. Другая половина жила в горах, разводя различного вида скот. Эту вторую половину населения — составляли аборигенные бедуины, малочисленное и примитивное общество. К 2004 году, согласно статистическим данным, население Сокотры насчитывало 42 442 человека. Основные занятия сокотрийцев — рыболовство и торговля. По мнению П. Дж. Боксхолла, самые ранние поселения на острове появились, вероятно, из Аравии. Этнические признаки современных сокотрийцев имеют схожести с химьяритским народом — с той его частью, что сохранилась в Махре, в районе южной Аравии. В культурном отношении жители острова отличаются от арабов континентального Йемена. Сокотрийцы любят носить украшения, в том числе браслеты и кольца. В горах браслеты носят даже мужчины. На праздники женщины натирают кожу жёлто-зелёным маслом с благовониями и делают на руках и ногах узоры ярко-алой краской. Эти узоры различны и зависят от социального и семейного положения. Сокотрийцы являются единственными мусульманами с настолько низким уровнем цивилизации: они живут в пещерах и самодельных хижинах.

## Религия

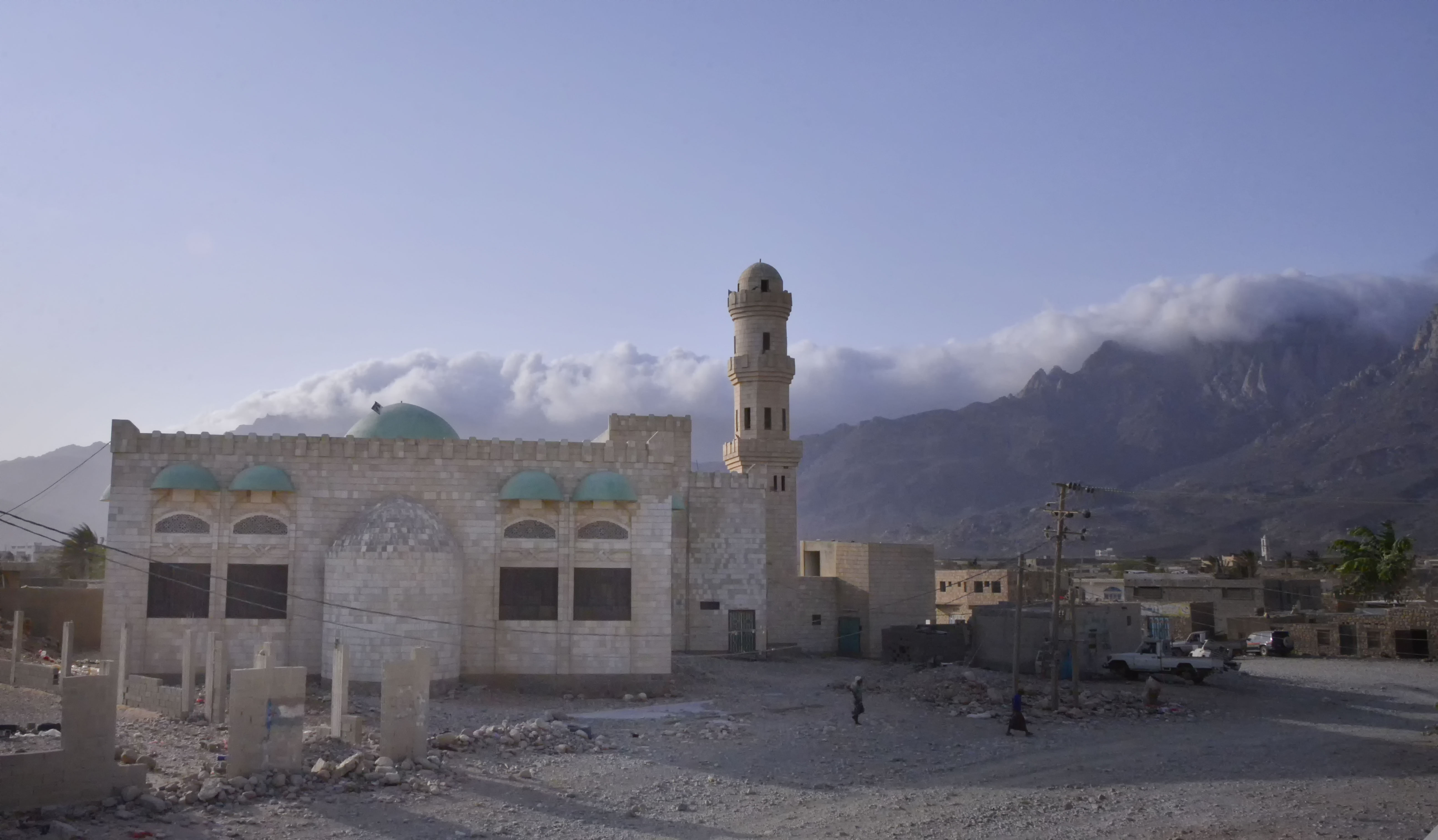
Мечеть в Хадибу. 2013 год.

Сокотрийцы не отличаются особой религиозностью. Женщины-сокотрийки пользуются значительной свободой. В отличие от традиционно принятых норм в исламе, сокотрийки вольны сами выбирать себе жениха и вступать в брак более одного раза. Путешественник Марко Поло и вовсе говорил о жителях острова, как о христианах, принадлежавших к несторианской церкви. На острове ещё свежи следы доисламских культов: сильна вера в колдовство, магию и джиннов.
Древнеегипетское название Сокотры — «Остров Духов» (Па-анч). Среди жителей острова есть поверье: ночью по острову ходит сам Сатана, а местные ведьмы и колдуны превращаются в разных животных, нападающих на путников. Ещё в 1950-е годы в столице острова, Хадибу, проходили публичные казни ведьм. Подобного не было ни в одной исламской стране мира.

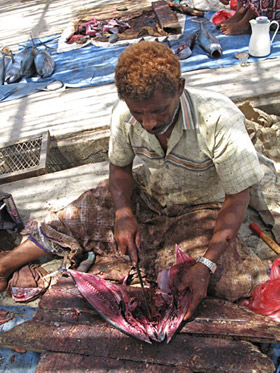
Рыбак сокотриец продаёт улов на местном рынке в Хадибу

## Хозяйственная деятельность
Согласно наиболее распространенной версии, впервые человек появился на Сокотре для сбора ладана. Основы хозяйственной деятельности сокотрийцев составляют животноводство, рыболовство, пальмовые плантации и садоводство. Сокотрийцы, будучи жителями сельской местности, в основном занимаются полукочевым животноводством. Поскольку местный климат весьма неустойчив, сокотрийцы традиционно содержат несколько видов скота одновременно, чтобы свести к минимуму риск от климатических изменений. Ослы и верблюды, традиционно используемые для перевозки грузов и добычи воды, с появлением автомобильных дорог утратили своё значение в качестве транспорта.

#### Рыболовство
Рыба является основным компонентом питания наряду с мясом и молоком. Ловля с маломерных судов вдоль побережий является основным источником средств к существованию. Рыба и морепродукты являются наиболее важным продуктом питания, а также экспортируемым с острова товаром, продажа которого в основном осуществляется через рыболовецкую компанию «Аль-Мукалла». Основными целевыми запасами являются акулы, ментициррус, тунец, рифовые рыбы, омары.